# Królowa serc (amerykańska telenowela)
Królowa serc (hiszp. Reina de Corazones) – amerykańska telenowela z 2014 roku. Wyprodukowana przez Telemundo. Telenowela swoją premierę miała w Meksyku na kanale Gala TV, gdzie była emitowana od 28 kwietnia 2014 do 7 listopada 2014. W Stanach Zjednoczonych telenowela była emitowana przez Telemundo od 7 lipca 2014 do 1 grudnia 2014.
W Polsce emitowana była przez stację TV Puls od 3 grudnia 2014 do 7 lipca 2015. Od 2 listopada 2017 ponownie w TV Puls.

## Fabuła
Główną bohaterką jest Reina, której nie szczędził los. Jej jedyną rodziną jest macocha oraz przybrana siostra. Reina pracuje jako krawcowa. Jej życie nabiera barw, gdy poznaje przystojnego Nicolasa. Razem postanawiają wziąć potajemnie ślub. Jednak w dniu ich ślubu Nicolas zostaje postrzelony na oczach Estefanii, u której pracuje. Wrobiony w posiadanie narkotyków narzeczony Reiny trafia do więzienia. Załamana Reina dowiaduje się od Estefanii, że jej przyszły mąż nie żyje. Niebawem odkrywa, że jest w ciąży. Dostaje wtedy od Victora de Rosasa propozycję małżeństwa. Zdesperowana zgadza się na związek z mężczyzną. Tymczasem Nicolas zostaje wyciągnięty z więzienia w zamian za pracę jako tajny agent. Mężczyzna zgadza się i zmienia tożsamość. Teraz nazywa się Javier Bolivar. Po ośmiu latach związku Reina i Victor biorą ślub. W dzień ich ślubu w kościele zjawia się Nicolas. Nieszczęśliwie zamężna Reina wybiega za swoją prawdziwą miłością. Pannę młodą potrąca samochód, w wyniku czego traci pamięć z ostatnich ośmiu lat swojego życia. Losy Reiny de Rosas i Javiera Bolivara krzyżują się ponownie. Ktoś czyha na ich życie.

## Obsada
| Aktor               | Rola                                                      |
| ------------------- | --------------------------------------------------------- |
| Paola Núñez         | Reina Ortíz „Reina de Corazones"                          |
| Eugenio Siller      | Nicolás Núñez / Javier Bolívar                            |
| Juan Soler          | Víctor de Rosas „El Halcón Negro"                         |
| Catherine Siachoque | Estefanía Pérez Hidalgo „Reina de Diamantes"              |
| Laura Flores        | Agentka Sara Smith / Virginia de la Vega „Reina de Picas" |
| Henry Zakka         | Octavio de Rosas / Geronimo de Rosas                      |
| Sergio Mur          | Fernando San Juan / Patricio Picaso                       |
| Paulo Quevedo       | Isidro Castillo                                           |
| María Luisa Flores  | Constanza „Connie” Leiva                                  |
| Carlos Ferro        | Lázaro Leiva                                              |
| Geraldine Galván    | Greta de Rosas                                            |
| Pablo Azar          | Juan Jose „Juanjo” García                                 |
| Wanda D’Isidoro     | Susanna Santillána                                        |
| Maritza Bustamante  | Jacqueline „Jackie” Montoya                               |
| Sebastián Ferrat    | Christian Palacios                                        |
| Jéssica Mas         | Alicia „La Cobra” Palacios                                |
| Marisa del Portillo | Asunción Gomez                                            |
| Nicole Apollonio    | Clara de Rosas                                            |
| Emmanuel Pérez      | Román Leiva                                               |
| Martha Mijares      | Paz Izaguirre                                             |
| Thali García        | Camila de Rosas                                           |
| Rosalinda Rodríguez | Carmen Solis                                              |
| Priscila Perales    | Delfina Ortíz                                             |
| Ezequiel Montalt    | Juan „Rocky” Balboa                                       |
| Gabriel Coronel     | Francisco „Frank” Marino                                  |
| Paloma Márquez      | Miriam Fuentes                                            |
| Raúl Arrieta        | Andrés Hidalgo                                            |
| Edward Nutkiewicz   | Artemio Hidalgo                                           |
| Guido Massri        | Damian Hernandez                                          |
| Esaniel Rojas       | López                                                     |
| Manuel Sevilla      | López 2                                                   |
| Fanny Vargas        | Yolanda Suárez                                            |